# Мохд Азрааї Хор Абдулла
Мохд Азрааї Хор Абдулла (малай. Mohd Azraai Khor Abdullah), при народженні Хор Сек Лен (кит.: 许锡龙; піньїнь: Xu Xi Long, нар. 25 жовтня 1952 — пом. 8 лютого 2024) — малайзійський футболіст, який грав на позиції півзахисника, а також тренер. Як тренер відомий роботою з клубом «Кедах», і в 2007 та 2008 роках зробив із командою два роки підряд требл, вигравши три головні внутрішні трофеї країни. На той час це було унікальне досягнення в малазійському футболі.

## Ігрова кар'єра
Хор Абдулла грав у складі команди «Кедах» в Кубку Малайзії, а також грав за команду «Кілат Кедах», що представляла компанію «Tenaga Nasional Berhad» у Кубку ФАМ. Він грав на позиції півзахисника, правого вінгера, а також був капітаном команди. Хор Абдулла також з 1975 по 1978 рік грав у складі збірної Малайзії. У 1976 він грав у складі збірної на Кубок Азії 1976 року в Ірані. Хор Абдулла також грав у складі збірної, яка виграла Кубок Мердека та Кубок Короля в 1976 році.

## Тренерська кар'єра

### Рання кар'єра
У 1991 році, у віці 39 років, Азрааї був призначений головним тренером команди «Кедах», що грала на Кубку президента Малайзії. Кілька років, у 1991, 1994, 1998 і 2002 роках, він працював у молодіжній команді клубу. Однак його успіхи як тренера розпочалися в 1993 році, коли він разом зі своїм колегою Азманом Хаджі Еусоффом, тоді ще тільки перспективним тактиком, були асистентами Роберта Альбертса, який сформував команду з великою кількістю технічних гравців, включаючи його асистентів Мухамада Радхі Мат Діна та Ахмада Сабрі Ісмаїла, яка пройшла шлях від перемоги у другому дивізіоні без поразок у 1992 році до здобуття обох національних футбольних титулів у 1993 році — дивізіону 1 (пізніше перейменованого на Лігу Супер) та Кубка Малайзії.

### Головний тренер «ТНБ Келантан»
До повернення в «Кедах» Хор Абдулла у 2002 році був головним тренером команди «ТНБ Келантан», та був співробітником електричної компанії Малайзії «Tenaga Nasional Berhad», яку представляла ця команда.

### Головний тренер «Кедаха»
Після того, як покійний Ахмад Басрі Акіл у серпні 2004 року привів Хора Абдуллу в «Кедах», той створив диво для команди штату Кедах після того, як вона опустилися на останнє місце в Лізі Супер2 004 року. Перед цим «Кедахом» керував бразилець Мірандінья. Після того, як Мірандінья залишив роботу, Хор Абдулла оновив команду та досяг відмінних досягнень у Кубку Малайзії, вивівши «Кедах» до фіналу кубка 2004 року, в якому, щоправда, команда програла 1–0 «Перлісу».

### Два требли підряд
Хор Абдулла став єдиним тренером, який вигравав внутрішні требли протягом 2 років підряд, що він зробив у сезонах 2006—2007 і 2007—2008 років. Після того, як він здобув третій кубок на малайзійській футбольній арені, тренер вважав нагороду кращого тренера Малайзії в 2006—2007 роках від «100Plus-FAM National Football Awards» як додаткову мотивацію після того, як його команда в цьому сезоні виграла три титули — Кубок Футбольної асоціації Малайзії, Лігу Супер та Кубок Малайзії, а також як стимул для розвитку футболу в Кедаху і в країні. Крім того, за короткий час до того, як він 23 серпня 2008 року створив ще один історичний момент малайзійського футболу, він знову був нагороджений нагородою найкращого тренера Малайзії за сезон 2007—2008 років, після того, як «Кедах» утримав титул чемпіона Ліги Супер 2007—2008 років та Кубок Футбольної асоціації Малайзії вдруге поспіль. Хор Абдулла заслужив нагороду після того, як його «чудо-хлопчики Кедаха» виграли фінал Кубка Малайзії, перемігши «Селангор» з рахунком 3–2.

### Після «Кедаха»
Хор Абдулла пішов у відставку з «Кедаха» після сезону 2009 року, коли «Кедах» не зміг досягти вершин попередніх двох сезонів, головним чином через втрату своїх ведучих легіонерів через нове рішення Футбольної асоціації Малайзії. Його проблеми з новою командою керівництва клубу також призвели до його відходу.
У 2010 році Хор Абдулла був призначений головним тренером молодіжної команди «Харімау Муда А», але пішов у відставку пізніше в тому ж році після протистояння з технічним персоналом і гравцями команди під час тренувань команди в Словаччині.
У 2011 році Азрааї Хор Абдулла був призначений новим головним тренером клубу «Негері-Сембілан», замінивши Ван Джамака Ван Хасана (який пізніше того ж сезону очолив колишню команду Азрааї «Кедах»). Хоча до цього результати «Негері-Сембілана» були жахливими, він покращив гру команди. Вершиною сезону стала перемога «Негері-Сембілан» у фіналі Кубка Малайзії 2011 року, в якому команда обіграла «Теренггану» з рахунком 2-1.
15 жовтня 2012 року Хор Абдулла був призначений новим головним тренером клубу «Перак». Підписавши дворічний контракт, тренер пішов у відставку в жовтні 2013 року лише після одного сезону, в якому «Перак» зайняв сьоме місце в лізі, але він не зміг вивести Перака з групового етапу Кубка Малайзії 2013 року, в якому команда зазнала поразки з рахунком 1–6 від клубу «Саравак».
14 листопада 2013 року Хор Абдулла був офіційно представлений як новий головний тренер клубу «Т-Тім». Він пішов у відставку наприкінці липня 2014 року після того, як команда вибула з найвищого дивізіону до Прем'єр-ліги Малайзії.
24 березня 2015 року Азрааї був призначений новим головним тренером клубу «Келантан» замість Джорджа Боатенга, який був призначений технічним директором клубу. Однак через 3 місяці Хор Абдулла пішов у відставку, здобувши лише одну перемогу в 7 матчах чемпіонату, та програвши у фіналі Кубка Футбольної асоціації Малайзії 2015 року команді «Лайонс XII».
У вересні 2015 року повідомлено про призначення Хор Абдулли головним тренером клубу «Сабах» із початком однорічного контракту з 1 жовтня. Але менше ніж через місяць тренер розірвав контракт із «Сабахом» за взаємною згодою.
28 лютого 2018 року Хор Абдулла повернувся в «Негері-Сембілан» на посаду головного тренера, замінивши Йорга Штайнебруннера, який пішов у відставку лише після 5 ігор у Лізі Супер 2018 року. Однак він був звільнений лише через 3 місяці, 10 травня 2018 року, після того, як команда показала не кращі результати, ніж при попередньому тренері, та далі перебувала в зоні вильоту.

## Смерть
Мохд Азрааї Хор Абдулла помер 8 лютого 2024 року у віці 71 рік.

## Титули і досягнення

### Як тренера
- Чемпіон Малайзії (2):

«Кедах»: 2006—2007, 2007—2008
- Володар Кубка Малайзії (3):

«Кедах»: 2006—2007, 2007—2008
«Негері-Сембілан»: 2011
- Володар Кубка Футбольної асоціації Малайзії (2):

«Кедах»: 2006—2007, 2007—2008
- Володар Суперкубка Малайзії (1):

«Негері-Сембілан»: 2012